# Dialetto fiammingo orientale
Il  dialetto fiammingo orientale (Oost-Vlaams in fiammingo) è un dialetto della lingua olandese parlato nei Paesi Bassi e nel Belgio.
La lingua afrikaans, parlata in Sudafrica e in Namibia (sia dalla popolazione di origine boera sia da una larga parte dei "colorati", cioè persone di origine mista) ha molte somiglianze con l'Oost-Vlaams. Comunque, le sue particolarità grammaticali (mancanza quasi totale di coniugazione del verbo e dell'imperfetto, negazione doppia, un solo genere grammaticale) ne fanno una lingua a sé stante.
Nel 2005 è stato pubblicato il primo dizionario di questo dialetto.